# Fussball-Weltmeisterschaft der Frauen 2023/Schweiz
Dieser Artikel behandelt die Schweizer Fussballnationalmannschaft der Frauen bei der Fussball-Weltmeisterschaft der Frauen 2023 in Australien und Neuseeland. Die Schweiz nahm zum zweiten Mal an der Endrunde teil und scheiterte wie 2015 im Achtelfinal. In der FIFA-Weltrangliste fiel die Schweiz um einen Platz.

## Qualifikation
Die Schweiz war bei der Gruppenlosung in Topf 2 platziert und wurde der Europa-Qualifikationsgruppe G mit Italien, Rumänien, Kroatien, Litauen und erstmals Moldau zugelost. Die Eidgenossinnen begannen die Qualifikation im Herbst 2021 mit sechs Siegen, darunter einem 2:1 in Italien. Im ersten Qualifikationsspiel im Jahr 2022 erreichten sie in Rumänien aber nur ein 1:1 und verloren dann das Heimspiel gegen Italien mit 0:1. Zwar gewannen sie dann die beiden letzten Spiele gegen Kroatien (2:0) und die Republik Moldau (15:0, höchster Sieg in der Schweizer Länderspielgeschichte), da die Italienerinnen aber nur das Heimspiel gegen die Schweizerinnen verloren, ansonsten alle Spiele gewannen, reichte es für die Schweiz nur zum zweiten Platz. Als bester Gruppenzweiter waren sie aber direkt für die zweite Runde der Play-offs qualifiziert, wo sie Heimrecht hatten und auf den Sieger des Erstrundenspiels zwischen Wales und Bosnien-Herzegowina trafen. Da sich die Waliserinnen mit 1:0 nach Verlängerung gegen die Frauen vom Balkan durchsetzten, waren sie Gegnerinnen der Schweiz. In der 19. Minute gingen die defensiv eingestellten Waliserinnen in Führung, die Ramona Bachmann quasi mit dem Halbzeitpfiff ausgleichen konnte. Ein von ihr in der 84. Minute erzieltes Tor wurde nach Intervention des Videoschiedsrichters wegen Abseits ebenso aberkannt wie ein von Ana Maria Crnogorčević im Nachschuss verwandelter Penalty, da sie als einzige den Ball berührt hatte. Als beide Mannschaften sich schon auf das Penalty-Schiessen einstellten, gelang der zur zweiten Halbzeit der Verlängerung eingewechselten Fabienne Humm in der Nachspielzeit der 2:1-Siegtreffer. Als bester Play-off-Sieger qualifizierten sich die Schweizerinnen damit für die WM-Endrunde.
Insgesamt setzte Nationaltrainer Nils Nielsen, dessen Vertrag nach dem Vorrundenaus bei der EM 2022 nur noch bis zum Ende des Jahres galt, 30 Spielerinnen ein, von denen nur Captain Lia Wälti, Rekordnationalspielerin Ana Maria Crnogorčević, Coumba Sow und Svenja Fölmli alle elf Spiele mitmachten. Je einmal fehlten Torhüterin Gaëlle Thalmann, die beim 2:0 im vorletzten Gruppenspiel gegen Kroatien ihr 100. Länderspiel machte, und Riola Xhemaili. 13 Spielerinnen kamen in mindestens der Hälfte der Spiele zum Einsatz. Stefanie da Eira und Sally Julini gaben im ersten Spiel ihr Debüt, Ella Touon im zweiten, Seraina Piubel im vierten sowie Laura Felber und Marion Rey im vorletzten Spiel.
Die meisten Tore erzielten Ana Maria Crnogorčević (9), Coumba Sow (8) und Ramona Bachmann (6). Zu ihren ersten A-Länderspiel-Toren kamen in der Qualifikation Riola Xhemaili (21. September 2021) und Luana Bühler (6. September 2022), beide gegen die Republik Moldau. Insgesamt erzielten 13 Spielerinnen mindestens ein Tor für ihre Mannschaft, und zudem profitierten sie von einem Eigentor.
| Pl. | Land     | Sp. | S | U | N | Tore    | Diff. | Punkte |
| --- | -------- | --- | - | - | - | ------- | ----- | ------ |
| 1.  | Italien  | 10  | 9 | 0 | 1 | 040:200 | +38   | 27     |
| 2.  | Schweiz  | 10  | 8 | 1 | 1 | 044:400 | +40   | 25     |
| 3.  | Rumänien | 10  | 6 | 1 | 3 | 021:110 | +10   | 19     |
| 4.  | Kroatien | 10  | 3 | 1 | 6 | 006:180 | −12   | 10     |
| 5.  | Litauen  | 10  | 1 | 2 | 7 | 007:350 | −28   | 05     |
| 6.  | Moldau   | 10  | 0 | 1 | 9 | 001:490 | −48   | 01     |

### Spiele
| 17.09.2021 | Thun      | Schweiz  | – | Litauen  | 04:1 (2:0) |
| 21.09.2021 | Chișinău  | Moldau   | – | Schweiz  | 00:6 (0:4) |
| 22.10.2021 | Zürich    | Schweiz  | – | Rumänien | 02:0 (0:0) |
| 26.10.2021 | Zürich    | Schweiz  | – | Kroatien | 05:0 (2:0) |
| 26.11.2021 | Palermo   | Italien  | – | Schweiz  | 01:2 (0:2) |
| 30.11.2021 | Vilnius   | Litauen  | – | Schweiz  | 00:7 (0:6) |
| 30.11.2021 | Mogoșoaia | Rumänien | – | Italien  | 00:5 (0:1) |
| 08.04.2022 | Bukarest  | Rumänien | – | Schweiz  | 01:1 (1:0) |
| 12.04.2022 | Thun      | Schweiz  | – | Italien  | 00:1 (0:0) |
| 02.09.2022 | Karlovac  | Kroatien | – | Schweiz  | 00:2 (0:0) |
| 06.09.2022 | Lausanne  | Schweiz  | – | Moldau   | 15:0 (8:0) |

### Play-off
| 11.10.2022 | Zürich | Schweiz | – | Wales | 2:1 n. V. (1:1, 1:1) |

## Vorbereitung
Die Schweiz begann die Vorbereitung mit einer 1:2-Niederlage gegen Dänemark im November 2022, bei der Trainer Nils Nielsen verabschiedet wurde. Im Februar 2023 fand ein Trainingslager in Marbella statt, bei dem sich die Spielerinnen und die neue Trainerin Inka Grings persönlich kennenlernten. Dabei fanden auch zwei Testspiele gegen Polen statt, die 0:0 und 1:1 endeten. Im April fand ein zweiter Zusammenzug statt mit zwei Spielen am 6. April gegen China (0:0) und am 11. April gegen Island (1:2). Im Juni/Juli folgten vier Trainingscamps in der Schweiz mit Länderspielen gegen die WM-Neulinge Sambia (3:3) am 30. Juni sowie Marokko (0:0) am 5. Juli. Am 8./9. Juli erfolgte die Reise nach Dunedin in Neuseeland.

## Kader
Am 1. Juni wurden 20 Spielerinnen nominiert, mit denen die erste Vorbereitungswoche beginnen sollte. Dazu gehörten auch die U-19-Nationalspielerin Mia Knapp sowie die beiden U-17-Nationalspielerinnen Iman Beney und Sydney Schertenleib. Zudem standen vier Spielerinnen auf Abruf (A).
11 Spielerinnen, die bis zuletzt in Meisterschaft und internationalen Wettbewerben tätig waren, stiessen erst zur zweiten Vorbereitungswoche hinzu. Am 24. Juni wurden 24 Spielerinnen für die dritte Trainingsphase nominiert. Heraus fielen Svenja Fölmli und Sydney Schertenleib. Hinzu kamen Ana Maria Crnogorčević, Laura Felber, Alisha Lehmann, Noelle Maritz, Sandrine Mauron, Seraina Piubel, Marion Rey, Nadine Riesen, Coumba Sow, Julia Stierli und Captain Lia Wälti. Aurélie Csillag, Elvira Herzog, Mia Knapp, Alayah Pilgrim und Ella Touon waren nun nur noch auf Abruf dabei. Das endgültige Kader wurde am 3. Juli bekannt gegeben. Heraus fielen neben den zuvor auf Abruf stehenden Spielerinnen noch Amira Arfaoui und Riola Xhemaili. Auf den WM-Zug sprang noch Fabienne Humm auf, die für die Vorbereitung nicht nominiert gewesen war. Einen Tag nach der Nominierung wurde Iman Beney, die jüngste nominierte Spielerin, aufgrund eines im Training erlittenen Kreuzbandrisses durch Amira Arfaoui ersetzt.
| Nr.                         | Name                   | Geburtstag         | Spiele | Tore | Verein                      | Debüt              | letzter Einsatz vor der WM | WM-Spiele / -Tore | WM 2023 | WM 2023 | WM 2023      | WM 2023          | WM 2023     | WM 2023 |
| Nr.                         | Name                   | Geburtstag         | Spiele | Tore | Verein                      | Debüt              | letzter Einsatz vor der WM | WM-Spiele / -Tore | Sp.     | [ K 4 ] | Gelbe Karten | Gelb-Rote Karten | Rote Karten |         |
| Tor                         | Tor                    | Tor                | Tor    | Tor  | Tor                         | Tor                | Tor                        | Tor               | Tor     | Tor     | Tor          | Tor              | Tor         |         |
| --------------------------- | ---------------------- | ------------------ | ------ | ---- | --------------------------- | ------------------ | -------------------------- | ----------------- | ------- | ------- | ------------ | ---------------- | ----------- | ------- |
| 21                          | Seraina Friedli        | 20. März 1993      | 010    | 0    | FC Zürich Frauen            | 10. März 2020      | 30. Juni 2022              |                   |         |         |              |                  |             |         |
| 12                          | Livia Peng             | 14. März 2002      | 003    | 0    | SV Werder Bremen            | 21. Februar 2023   | 30. Juni 2023              |                   |         |         |              |                  |             |         |
| 01                          | Gaëlle Thalmann        | 18. Januar 1986    | 105    | 0    | Betis Sevilla               | 17. Juni 2007      | 5. Juli 2023               | 4                 | 4       |         |              |                  |             |         |
| Abwehr                      |                        |                    |        |      |                             |                    |                            |                   |         |         |              |                  |             |         |
| 19                          | Eseosa Aigbogun        | 23. Mai 1993       | 091    | 03   | Paris FC                    | 21. September 2013 | 5. Juli 2023               | 3 / 1             | 4       |         |              |                  |             |         |
| 15                          | Luana Bühler           | 28. April 1996     | 040    | 01   | TSG 1899 Hoffenheim         | 28. Februar 2018   | 5. Juli 2023               |                   | 1       |         |              |                  |             |         |
| 18                          | Viola Calligaris       | 17. März 1996      | 044    | 05   | UD Levante                  | 9. März 2016       | 30. Juni 2023              |                   | 2       |         |              |                  |             |         |
| 04                          | Laura Felber           | 17. August 2001    | 001    | 0    | Servette FC Chênois Féminin | 6. September 2022  | 6. September 2022          |                   |         |         |              |                  |             |         |
| 05                          | Noelle Maritz          | 23. Dezember 1995  | 104    | 02   | Arsenal Women FC            | 9. März 2016       | 5. Juli 2023               | 4                 | 4       |         | 1            |                  |             |         |
| 03                          | Lara Marti             | 21. September 1999 | 012    | 0    | Bayer 04 Leverkusen         | 14. Juni 2019      | 30. Juni 2023              |                   | 1       |         |              |                  |             |         |
| 08                          | Nadine Riesen          | 11. April 2000     | 009    | 0    | FC Zürich Frauen            | 14. Juni 2019      | 5. Juli 2023               |                   | 4       |         |              |                  |             |         |
| 02                          | Julia Stierli          | 3. April 1997      | 029    | 01   | FC Zürich Frauen            | 15. September 2017 | 5. Juli 2023               |                   | 4       |         | 1            |                  |             |         |
| Mittelfeld                  |                        |                    |        |      |                             |                    |                            |                   |         |         |              |                  |             |         |
| 07                          | Amira Arfaoui          | 8. August 1999     | 001    | 0    | Bayer 04 Leverkusen         | 14. Januar 2020    | 14. Januar 2020            |                   |         |         |              |                  |             |         |
| 16                          | Sandrine Mauron        | 19. Dezember 1996  | 033    | 02   | Servette FC Chênois Féminin | 9. März 2016       | 5. Juli 2023               |                   | 4       |         |              |                  |             |         |
| 17                          | Seraina Piubel         | 2. Juni 2000       | 007    | 02   | FC Zürich Frauen            | 26. Oktober 2021   | 5. Juli 2023               |                   | 4       | 1       |              |                  |             |         |
| 06                          | Géraldine Reuteler     | 21. April 1999     | 055    | 11   | Eintracht Frankfurt         | 3. März 2017       | 5. Juli 2023               |                   | 4       |         |              |                  |             |         |
| 14                          | Marion Rey             | 21. März 1999      | 005    | 0    | FC Zürich Frauen            | 6. September 2022  | 5. Juli 2023               |                   | 1       |         |              |                  |             |         |
| 11                          | Coumba Sow             | 27. August 1994    | 036    | 14   | Servette FC Chênois Féminin | 13. November 2018  | 5. Juli 2023               |                   | 4       |         |              |                  |             |         |
| 13                          | Lia Wälti              | 19. April 1993     | 108    | 05   | Arsenal Women FC            | 21. August 2011    | 6. April 2023              | 4                 | 4       |         |              |                  |             |         |
| Angriff                     |                        |                    |        |      |                             |                    |                            |                   |         |         |              |                  |             |         |
| 10                          | Ramona Bachmann        | 25. Dezember 1990  | 133    | 57   | Paris Saint-Germain         | 15. Juni 2007      | 5. Juli 2023               | 4 / 3             | 4       | 1       | 1            |                  |             |         |
| 09                          | Ana Maria Crnogorčević | 3. Oktober 1990    | 147    | 71   | FC Barcelona                | 13. August 2009    | 5. Juli 2023               | 4 / 1             | 4       |         |              |                  |             |         |
| 20                          | Fabienne Humm          | 20. Dezember 1986  | 079    | 25   | FC Zürich Frauen            | 26. Mai 2012       | 5. Juli 2023               | 4 / 3             | 1       |         |              |                  |             |         |
| 23                          | Alisha Lehmann         | 21. Januar 1999    | 039    | 06   | Aston Villa                 | 22. Oktober 2017   | 5. Juli 2023               |                   | 2       |         |              |                  |             |         |
| 22                          | Meriame Terchoun       | 27. Oktober 1995   | 022    | 02   | FCO Dijon                   | 22. September 2015 | 5. Juli 2023               |                   | 4       |         |              |                  |             |         |
| Trainerstab                 |                        |                    |        |      |                             |                    |                            |                   |         |         |              |                  |             |         |
| Trainerin                   | Inka Grings            | 31. Oktober 1978   | 96     | 64   | SFV                         | 17. Februar 2023   |                            | 8/5 (1999, 2011)  | 4       |         |              |                  |             |         |
| Co-Trainer                  | Selver Hodžić          | 12. Oktober 1978   |        |      | SFV                         | 17. Februar 2023   |                            |                   |         |         |              |                  |             |         |
| Torhütertrainer             | David Gonzales         | 09. November 1986  |        |      | SFV                         | 8. April 2022      |                            |                   |         |         |              |                  |             |         |
| Anmerkungen: 1. 2. 3. 4. 5. |                        |                    |        |      |                             |                    |                            |                   |         |         |              |                  |             |         |

## Endrunde

### Auslosung
Für die Auslosung am 22. Oktober 2022 waren die Eidgenossinnen Topf 3 zugeordnet. Sie hätten somit in eine Gruppe mit einem der Gastgeber Australien oder Neuseeland, aber auch Titelverteidiger USA gelost werden können. Zu einer europäischen Mannschaft, z. B. Deutschland oder Europameister England, hätten sie nur gelost werden können, wenn zu diesen keine europäische Mannschaft aus Topf 2 gelost worden wäre. Letztlich wurden sie in die Gruppe A mit Co-Gastgeber Neuseeland, Norwegen und WM-Neuling Philippinen gelost, die in Neuseeland spielt, wobei die Flugdistanz zwischen den beiden Spielorten auf der Nord- und Südinsel 993 km beträgt. Als Gruppensieger oder -zweiter hätten sie auch die K.-o.-Spiele bis zum Final in Neuseeland bestritten, zunächst den Achtelfinal gegen Spanien, den Zweiten der Gruppe C in Auckland am 5. August. Nach drei Spielen ohne Gegentor in der Gruppenphase wurde das K.-o.-Spiel aber mit 1:5 verloren.

### Gruppenspiele
| Pl. | Land        | Sp. | S | U | N | Tore    | Diff. | Punkte |
| --- | ----------- | --- | - | - | - | ------- | ----- | ------ |
| 1.  | Schweiz     | 3   | 1 | 2 | 0 | 002:000 | +2    | 05     |
| 2.  | Norwegen    | 3   | 1 | 1 | 1 | 006:100 | +5    | 04     |
| 3.  | Neuseeland  | 3   | 1 | 1 | 1 | 001:100 | ±0    | 04     |
| 4.  | Philippinen | 3   | 1 | 0 | 2 | 001:800 | −7    | 03     |

|                                |   |            |           |
| Fr., 21. Juli 2023 in Dunedin  |   |            |           |
| Philippinen                    | – | Schweiz    | 0:2 (0:1) |
| Di., 25. Juli 2023 in Hamilton |   |            |           |
| Schweiz                        | – | Norwegen   | 0:0       |
| So., 30. Juli 2023 in Dunedin  |   |            |           |
| Schweiz                        | – | Neuseeland | 0:0       |

### K.-o.-Runde
|                                              |   |         |           |
| Achtelfinal: Sa., 5. August 2023 in Auckland |   |         |           |
| Schweiz                                      | – | Spanien | 1:5 (1:4) |